# Джейн береться до зброї
«Джейн береться до зброї» (англ. Jane Got a Gun) — американський вестерн 2015 року, знятий Гевіном О'Коннором. Прем'єра стрічки в Україні відбулась 17 березня 2016 року. Фільм розповідає про жінку на ім'я Джейн, якій доводиться звертатись за захистом від бандитів до свого колишнього коханця.

## У ролях
- Наталі Портман — Джейн Геммонд
- Джоел Едгертон — Ден Фрост
- Ноа Еммеріх — Біл «Гем» Геммонд
- Родріго Санторо — Фітчум
- Бойд Голбрук — Він Овен
- Юен Мак-Грегор — Джон Бішоп
- Алекс Манетт — Бак

## Виробництво
Первинний сценарій Браяна Даффілда увійшов до Чорного списку найкращих неспродюсованих сценаріїв 2011 року.